# پاتریسیا فیلد
پاتریسیا فیلد (ارمنی: Պատրիցիա Ֆիլդ؛ انگلیسی: Patricia Field؛ زادهٔ ۱۲ فوریهٔ ۱۹۴۲) طراح صحنه و لباس و طراح مد ارمنی‌تبار اهل ایالات متحده آمریکا است.

## زندگی و حرفه

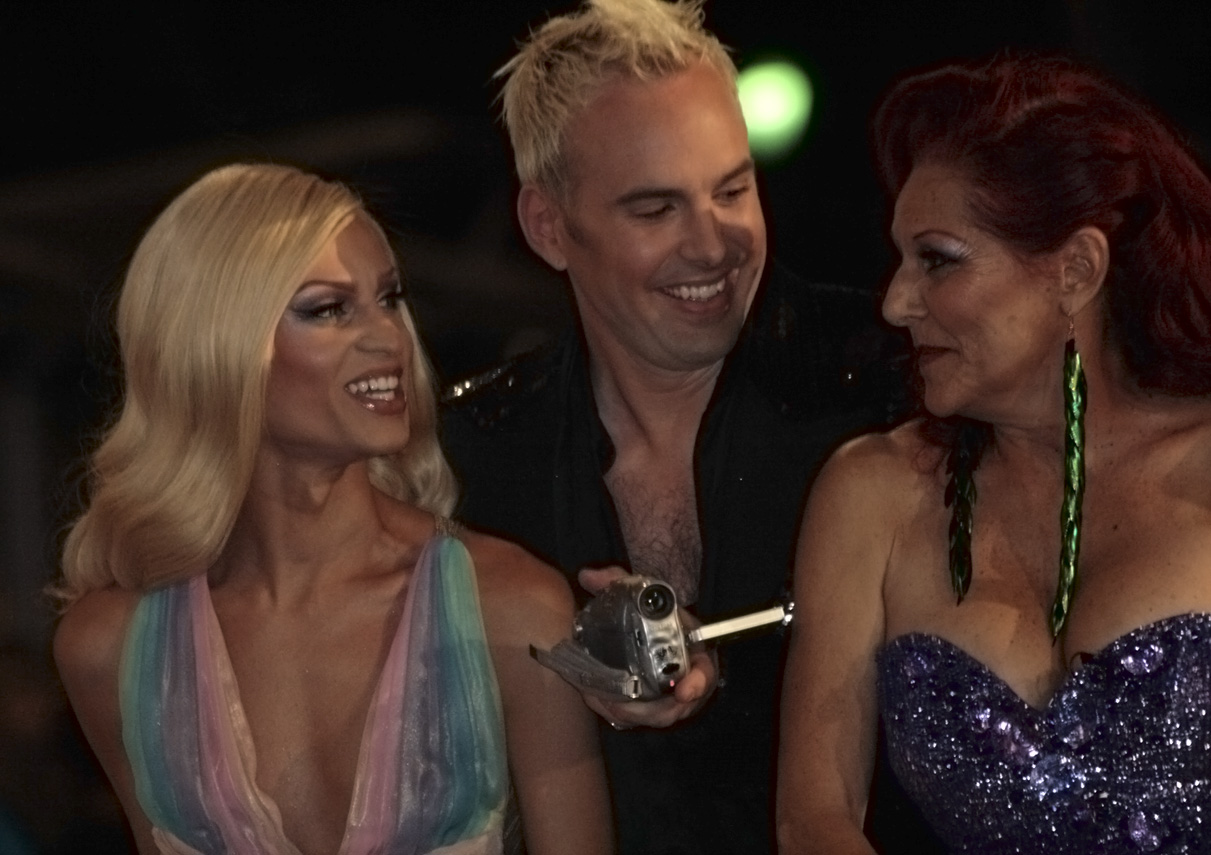
فیلد (نفر سمت راست) در Life Ball ۲۰۰۹

فیلد در سال ۱۹۴۲ در شهر نیویورک از پدری ارمنی و مادری یونانی متولد شد. او در منهتن و کوئینز بزرگ شده‌است و ادعا می‌کند اعتبار خود را برای ابداع مدل‌های مدرن لباس زنانه در دهه ۱۹۷۰ بدست آورده‌است.
او صاحب بوتیک معروف Patricia Field است. فیلد در هنگام فیلمبرداری راپسودی میامی در سال ۱۹۹۵ با سارا جسیکا پارکر آشنا شد. آنها دوست شدند و با هم در مجموعه تلویزیونی سکس و شهر کار کردند. پیش از فصل اول مجموعه تلویزیونی سکس و شهر، پارکر و دارن استار از فیلد خواستند که لباس این مجموعه را طراحی کند. در زمان تصدی فیلد در این مجموعه به عنوان طراح لباس، این نمایش به دلیل مدها به شهرت رسید. فیلد برای کارش در مورد سکس و شهر، پنج بار نامزد دریافت جایزه امی شد و یک بار این جایزه را دریافت کرد. او نامزد شش جایزه صنف طراحان لباس، با چهار برد شد. او از هر شش افتخار جشنواره فیلم Real Time 2008 است. وی در ادامه به عنوان طراح لباس برای فیلم سکس و شهر (۲۰۰۸) و دنباله سکس و شهر ۲ (۲۰۱۰) بازگشت. اعتبار تلویزیونی فیلد شامل Hope & Faith "Kath and Kim" (نسخه آمریکایی)، بتی بی‌ریخته, Younger در TV Land و اخیراً احیای مورفی براون در سی‌بی‌تس است. او به عنوان طراح لباس برای فیلم بلند شیطان می‌پرد پرادا، که برای آن نامزد جایزه اسکار بهترین طراحی لباس بود. اخیراً او طراحی لباس فیلم Second Act را با بازی جنیفر لوپز، ونسا هاجنز و لیا رمینی انجام داده‌است.

## گزیده فیلمشناسی
- سکس و شهر
- شیطان پرادا می‌پوشد
- بتی بی‌ریخته

## جوایز
وی برندهٔ جایزه امی برای طراحی لباس های عالی یک سریال شده‌است.